# 고니조 천황
고니조 천황(일본어: 後二条天皇, 1285년 3월 9일 ~ 1308년 9월 10일)은 제94대 일본 천황이었다. 그의 치세는 1301년 3월 3일에서 1308년 9월 10일까지였다. 호칭의 유래는 78대 천황 니조 천황(일본어: 二条天皇)의 이름을 따라서 지어졌다. 황태자 시절의 이름은 구니히로 친왕이었다. 고니조는 91대 고다 천황의 장남이었다. 그는 다이카쿠지 황통에 속하였다.

## 생애
구니하루 친왕은 1286년 황실의 포고에 의해 황태자가 되었다. 1296년 그는 5촌 숙부 지묘인 황통의 후시미 천황의 황태자가 되었다.
- 쇼안 3년 1월(1301) 고후시미 천황 4년 천황이 양위하도록 압박받았다. 그리고 계승(센소)는 그의 6촌에게 주어졌다. 직후에 고니조는 황위(소쿠이)에 올랐다.

고니조 천황의 아버지 고다 천황은 그의 치세동안 사원 천황으로 치세하였다. 다이카쿠지 황통과 지묘인 황통간의 계승 논쟁은 그의 치세 동안에 계속되었다. 그의 조부 은퇴한 가메야마 천황은 바쿠후를 통하여 고니조 천황의 즉위를 보장하였다고 전하여진다.
1308년 9월 10일 고니조는 병사하였다.

## 가계도
- 중궁 : 쵸라쿠몬인(長楽門院) 토쿠다이지(후지와라) 요로코(킨시)(徳大寺(藤原) 忻子) (1283-1352) - 토쿠다이지 킨타카(徳大寺公孝)의 딸
- 쇼지(尚侍) : 반슈몬인(万秋門院) 이치죠(후지와라) 교쿠시(一条(藤原) 頊子) (1268-1338) - 이치죠 사다츠네(一条実經)의 딸
- 텐지 : 츄나곤노텐지(中納言典侍) 이츠츠지(후지와라) 무네코(소우시)(五辻(藤原) 宗子) - 이츠츠지 무네타시(五辻宗親)의 딸
  - 제1황자 : 키데라노미야(木寺宮) 쿠니요시 친왕(邦良 親王) (1300-1326)
  - 제2황자 : 하나마치노미야(花町宮) 쿠니미신 친왕(邦省親王) (1302-1375)
- 쇼지(掌侍) : 코토나이시(勾當内侍) 타이라씨(平氏) - 타이라노 무네타카(平 棟俊)의 딸
  - 제1황녀 : 쥬세이몬인(壽成門院) 벤코(벤시) 내친왕(㛹子 内親王) (1302-1362)
- 궁인 : 곤다이나곤노 츠보네(権大納言局) 산죠(후지와라)씨(三条(藤原)氏) - 산죠 킨야스(三条 公泰)의 딸
  - 제3황자 : 유죠 법친왕(祐助 法親王) (1302-1359)
  - 제4황자 : 쇼손 법친왕(聖尊 法親王) (1303-1370)
  - 제3황녀 : 시게코(에이시) 내친왕(榮子 内親王)
- 궁인 : 고하이텐(御匣殿) 산죠(후지와라)씨(三条(藤原)氏) - 산죠 킨타시(三条 公親)
  - 제5황자 : 손세이 법친왕(尊濟 法親王) (1304-1329)
- 궁인 : 타이라씨(平氏) - 타이라노 노부스케(平 信輔)의 딸
  - 제4황녀 : 히나코(요시) 내친왕(瑒子 内親王)
- 궁인 : 신다이나곤노 츠보네(新大納言局) 후지와라씨(藤原氏) - 승려(法眼) 료친(良珍)의 딸
  - 제2황녀 : 타미코(민시) 내친왕(珉子 内親王)

## 같이 보기
- 일본 천황